# Contre-la-montre masculin aux championnats du monde de cyclisme sur route 2018
La contre-la-montre masculin aux championnats du monde de cyclisme sur route 2018 a lieu sur 52,5 kilomètres le 26 septembre 2018 à Innsbruck, en Autriche.

## Parcours
Le parcours est tracé sur 52,5 kilomètres, en partant de la petite ville de Rattenberg. Les 30 premiers kilomètres sont rapides et plats, ils emmènent les cyclistes le long de la haute vallée de l'Inn dans la région du Tyrol. Puis ils se dirigent vers le district d'Innsbruck aux localités de Kolsass et Weer où ils traversent la rivière Inn.
En passant le village de Fritzens, ils font face à la principale difficulté : une montée de 5 kilomètres avec une pente moyenne de 7 % et des rampes jusqu'à 14 %. Cette difficile section voit les cyclistes grimper très fort sur 350 mètres avant d'atteindre le plateau de la commune de Gnadenwald, où la deuxième intermédiaire est placé.
La descente conduit ensuite les cyclistes vers les villages d'Absam, Thaur et Rum avant d'arriver à Innsbruck.
L'arrivée est située en face du palais de Hofburg,.

## Qualification
Selon le système de qualification fixé par le comité directeur de l'Union cycliste internationale, « chaque nation bénéficie de 2 partants. [...] Le champion du monde, le champion olympique et les champions continentaux en titre peuvent participer en sus [de ce quota] »,.
| Champion              | Nom                | Pays             |
| --------------------- | ------------------ | ---------------- |
| Champion du monde     | Tom Dumoulin       | Pays-Bas         |
| Champion d'Afrique    | Mekseb Debesay     | Érythrée         |
| Champion panaméricain | Walter Vargas      | Colombie         |
| Champion d'Asie       | King Lok Cheung    | Hong Kong        |
| Champion d'Océanie    | Hamish Bond        | Nouvelle-Zélande |
| Champion d'Europe     | Victor Campenaerts | Belgique         |

## Favoris
Le tenant du titre néerlandais Tom Dumoulin, deuxième du Tour d'Italie et du Tour de France est le grand favori de la course.
Avec les absences de Geraint Thomas, Christopher Froome et Primož Roglič, son principal concurrent est l'Australien Rohan Dennis.

## Classement
| \| Classement général \| Classement général \| Classement général \| Classement général \| Classement général \| \| Coureur \| Coureur \| Pays \| Équipe \| Temps \| \| ------------------ \| -------------------- \| ------------------ \| ------------------ \| ------------------ \| \| 1er \| Rohan Dennis \| Australie \| Australie \| 1 h 03 min 02 s \| \| 2e \| Tom Dumoulin \| Pays-Bas \| Pays-Bas \| + 1 min 21 s \| \| 3e \| Victor Campenaerts \| Belgique \| Belgique \| + 1 min 22 s \| \| 4e \| Michał Kwiatkowski \| Pologne \| Pologne \| + 2 min 05 s \| \| 5e \| Nélson Oliveira \| Portugal \| Portugal \| + 2 min 14 s \| \| 6e \| Jonathan Castroviejo \| Espagne \| Espagne \| + 2 min 18 s \| \| 7e \| Tony Martin \| Allemagne \| Allemagne \| + 2 min 25 s \| \| 8e \| Patrick Bevin \| Nouvelle-Zélande \| Nouvelle-Zélande \| + 2 min 35 s \| \| 9e \| Vasil Kiryienka \| Biélorussie \| Biélorussie \| + 3 min 08 s \| \| 10e \| Martin Toft Madsen \| Danemark \| Danemark \| + 3 min 23 s \| |                      |                  |                  |                 |
| |                      |                  |                  |                 |
| Source : ProCyclingStats |                      |                  |                  |                 |
| Classement général |                      |                  |                  |                 |
| Coureur | Coureur              | Pays             | Équipe           | Temps           |
| 1er | Rohan Dennis         | Australie        | Australie        | 1 h 03 min 02 s |
| 2e | Tom Dumoulin         | Pays-Bas         | Pays-Bas         | + 1 min 21 s    |
| 3e | Victor Campenaerts   | Belgique         | Belgique         | + 1 min 22 s    |
| 4e | Michał Kwiatkowski   | Pologne          | Pologne          | + 2 min 05 s    |
| 5e | Nélson Oliveira      | Portugal         | Portugal         | + 2 min 14 s    |
| 6e | Jonathan Castroviejo | Espagne          | Espagne          | + 2 min 18 s    |
| 7e | Tony Martin          | Allemagne        | Allemagne        | + 2 min 25 s    |
| 8e | Patrick Bevin        | Nouvelle-Zélande | Nouvelle-Zélande | + 2 min 35 s    |
| 9e | Vasil Kiryienka      | Biélorussie      | Biélorussie      | + 3 min 08 s    |
| 10e | Martin Toft Madsen   | Danemark         | Danemark         | + 3 min 23 s    |